# 澤田怜央
澤田 怜央（さわだ れお、1996年12月26日 - ）は、日本の俳優。愛知県出身。サンミュージックブレーン所属。

## 出演

### テレビドラマ
- 夜だMONDE（2001年、名古屋テレビ）
- クスクス（2002年、中京テレビ）
- チョコミミ レギュラー（2008年1月7日 - 3月31日、テレビ東京） - 桜井仁役
- 愛の劇場 大好き!五つ子2008 第21 - 25話（2008年8月11日 - 8月15日、TBS）
- 中学生日記 レギュラー（2009年4月 - 、NHK・Eテレ）
- ギルティ 悪魔と契約した女 #6・9（2010年11月16日・12月7日、関西テレビ） - 堂島基晴役
- さよならゴースト（2012年3月18日、BS日本） - 本村祐斗役
- ブラックボード〜時代と戦った教師たち〜 第3夜（2012年4月7日、TBS）
- ハンチョウ〜警視庁安積班〜 第10話（2012年6月11日、TBS） - 三神雅也（少年期）役
- 水曜ミステリー9 負け組法律事務所〜沈黙する証人〜（2015年1月28日、テレビ東京）

### 映画
- 莫逆家族 -バクギャクファミーリア-（2012年9月） - 川崎浩介 幼少期役
- ソ満国境 15歳の夏（2015年8月） - 岡嶋隼人 役

### CM
- 三重県人権啓発「田中邦衛／ダイコン編」（2002年）
- 火の谷温泉 美杉リゾート]（2002年）
- スギ薬局 ラジオCM（2005年）
- 鈴鹿サーキット（2005年）
- 日本昭和村（2006年）

### 舞台
- ミュージカル「しゅごキャラ!」（2009年8月13日 - 23日、銀座博品館劇場） - 三条海里 役
- 銀河英雄伝説 外伝 オーベルシュタイン篇（2011年11月3日 - 9日、渋谷区文化総合センター大和田 さくらホール） - パウル少年 役
- 銀河英雄伝説 第四章 後篇 激突（2014年2月12日 - 3月2日、青山劇場） - ユリアン・ミンツ 役（ダブルキャスト）
- ふしぎ遊戯（2015年3月19日 - 29日、品川プリンスホテル クラブeX） - 亢宿 役

### スチール
- 河合塾「MEPLO」イメージモデル（2011年）

### VP
- 神野建設「まかせて安心編」「バリアフリー編」（2002年）
- 警視庁ハイテク犯罪防止 TRAP〜僕らはその「わな」にかからない〜（2010年11月 - ）

### PV
- ELIXIA 「Beautiful Euphoria」（2011年）

### 雑誌
- nicola - メンズモデル